# Gli occhi chiusi
Gli occhi chiusi (Les yeux clos) è il nome di varie opere realizzate dal pittore simbolista francese Odilon Redon, tra il 1889 e il 1894.

## Versioni
| Anno | Stato       | Città     | Museo              | Tecnica e dimensioni                         |  |
| ---- | ----------- | --------- | ------------------ | -------------------------------------------- |  |
| 1889 | Paesi Bassi | Amsterdam | Van Gogh Museum    | Pastello su cartone. 45 x 35 cm              |  |
| 1890 | Francia     | Parigi    | Museo d'Orsay      | Olio su tela. 44x36 cm                       |  |
| 189O | Stati Uniti | New York  | Brooklyn Museum    | Litografia. 55,9x40,6 cm                     |  |
| 1894 | ?           | ?         | Collezione privata | Olio e fondo dorato su cartone. 30,5x28,5 cm |  |
| 1894 | Giappone    | ?         | Collezione privata | Olio su tavola                               |  |

## Storia e descrizione
Redon, dal 1889 al 1894 circa, realizzò in diverse versioni Gli occhi chiusi, con varie tecniche e modificandone qualche dettaglio.
Nel 1889 una versione fu acquistata da Theo van Gogh con il titolo Nel cielo.
Il dipinto del 1890 che Redon giudicava «un po' grigio», fu invece scelto per la collezione nazionale francese nel 1904 da Léonce Bénédite, allora direttore del Musée du Luxembourg ed oggi si trova al Museo d'Orsay. 
Le immagini sono dominate da un volto centrale, quasi a mezzo busto, caratterizzato dagli occhi chiusi. Sullo sfondo non vi sono riferimenti spaziali, ad eccezione della linea d'orizzonte da cui sembra emergere la figura, illuminata da una luce proveniente da destra.
In diverse versioni è presente in primo piano una superficie piatta, come di acqua, da cui emerge la testa. 
Il critico Edmond Picard, lodando in un suo articolo la litografia che Redon aveva eseguito dal dipinto, ne paragonò il volto ai tratti della moglie del pittore ed egli rispose scrivendogli:

## Interpretazioni

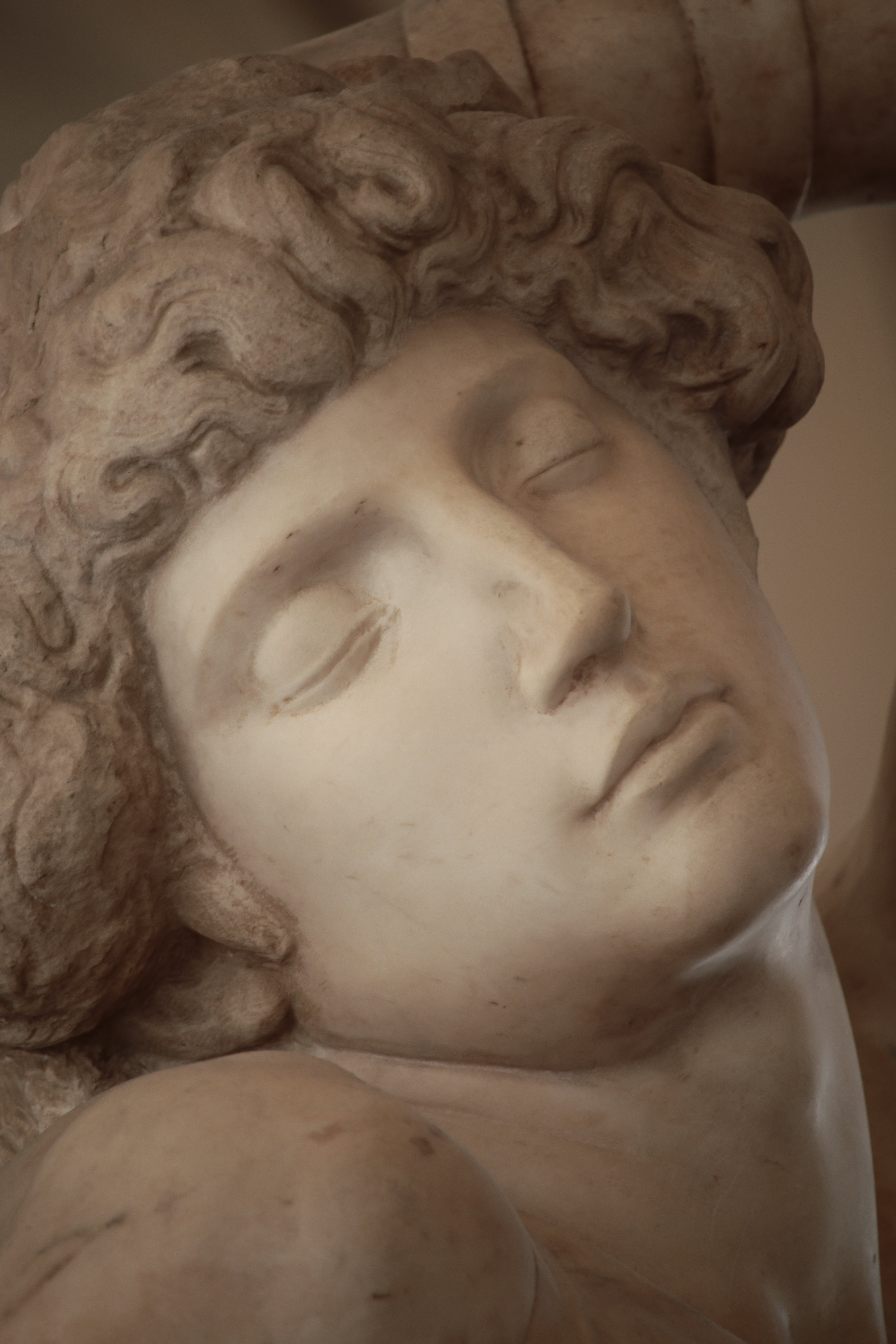
Michelangelo, Schiavo morente, 1513 circa, marmo, Museo del Louvre, Parigi.

Gli occhi chiusi è come un sobrio fonte battesimale, scaturito dall’ammirazione di Redon per lo Schiavo morente di Michelangelo, che il pittore aveva ammirato al Louvre nel 1888, scrivendo nella sua autobiografia:
Gli occhi chiusi nel sogno o nella morte, il mondo interiore, l'assenza, l'apparizione: sono tutti temi cari a Redon.
(Eva Di Stefano)
Nelle varie opere vi sono rimandi cristologici che appaiono evidenti, nella prima versione del 1899 dove è presente l'aureola, oppure simbolici, come nell'opera dominata da un'iconico fondo dorato.
Gli occhi chiusi è incentrato sulla dicotomia visibile-invisibile della vita, in una riflessione interiore ed in un dialogo che va al di là della concretezza tangibile della materia.